# Poivre aux cinq baies
Ne doit pas être confondu avec Cinq épices.
 (octobre 2014).
Si vous disposez d'ouvrages ou d'articles de référence ou si vous connaissez des sites web de qualité traitant du thème abordé ici, merci de compléter l'article en donnant les références utiles à sa vérifiabilité et en les liant à la section « Notes et références ».
Le poivre aux cinq baies est un mélange d'épices, associant du poivre noir, vert et blanc, des baies roses et, soit de la coriandre, soit du piment de la Jamaïque. Il est utilisé en cuisine, où il présente un intérêt esthétique et gastronomique.

## Composition

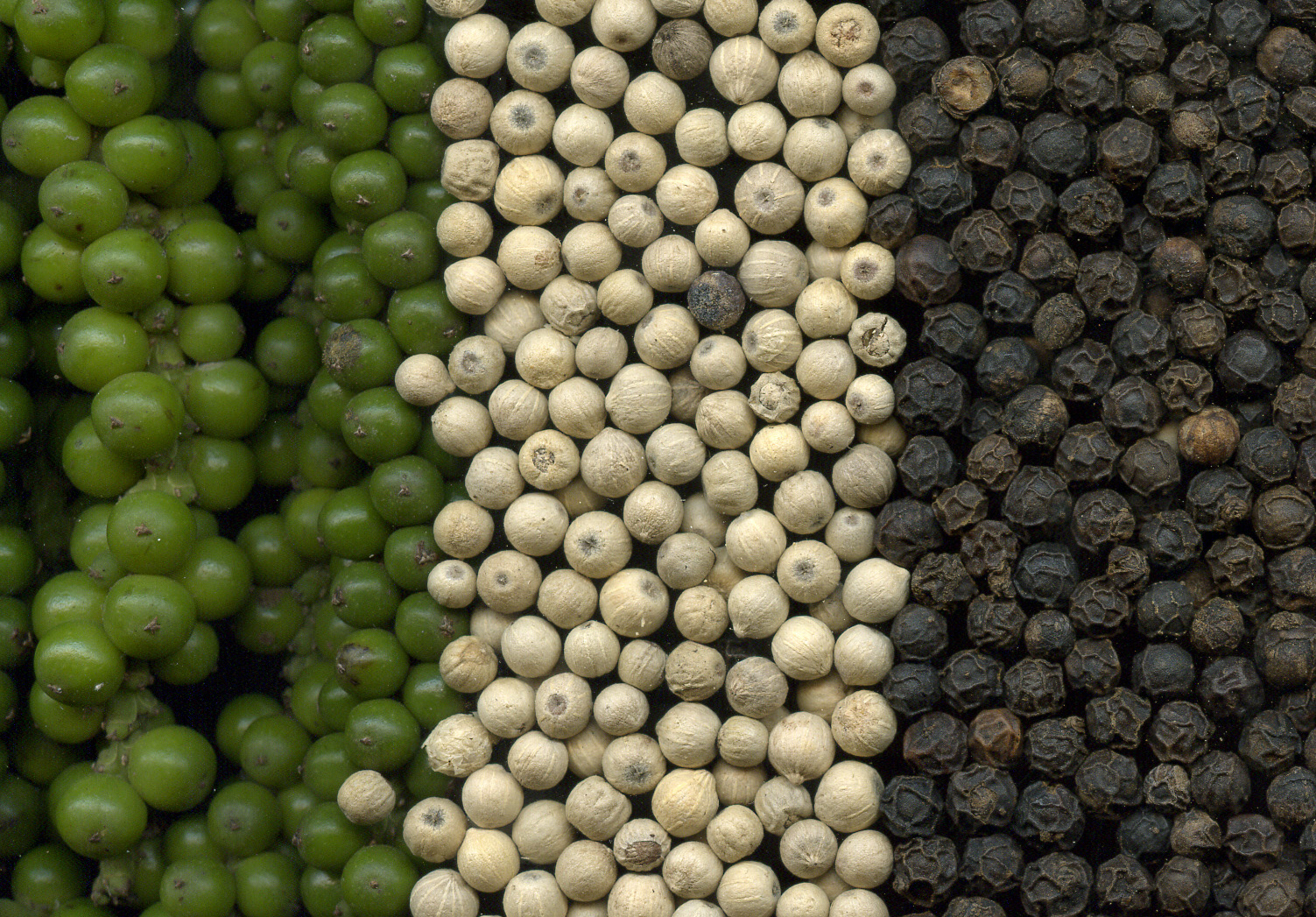
Les trois degrés de maturité du poivre, baies issues de Piper nigrum.

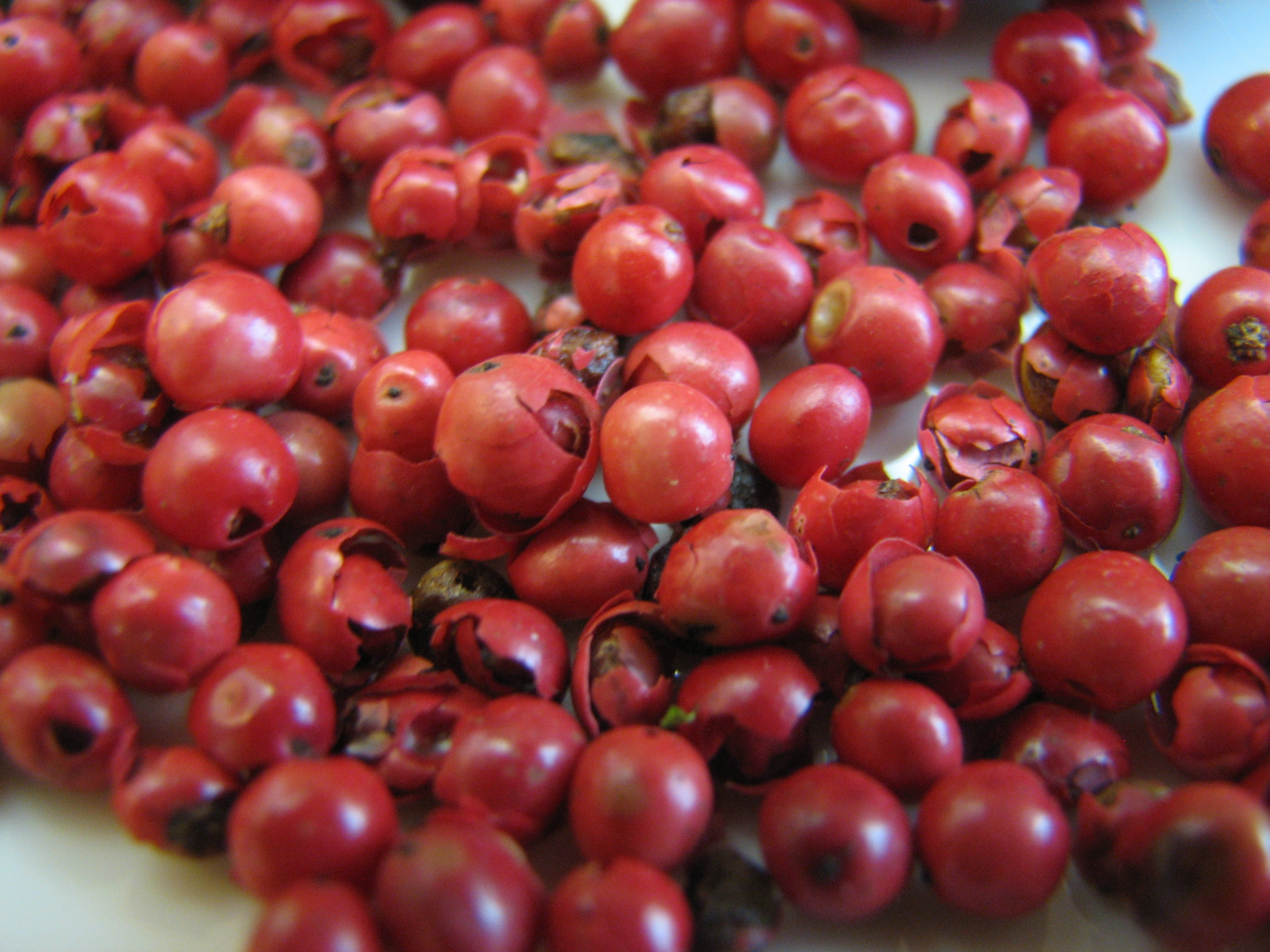
Baies roses, issues de Schinus terebinthifolius.

Le poivre aux cinq baies se compose de poivre, baies issues de la plante Piper nigrum, dans trois degrés de maturité différents, noir, vert et blanc.
Sont ajoutées des baies roses, parfois aussi appelées poivre rose, mais issues d'un arbre tropical d'une tout autre espèce que Piper nigrum, Schinus terebinthifolius.
Enfin, en fonction des mélanges, il peut contenir soit du piment de la Jamaïque, baies issues de Pimenta dïoica, soit des graines de coriandre, soit un peu des deux.

## Variantes

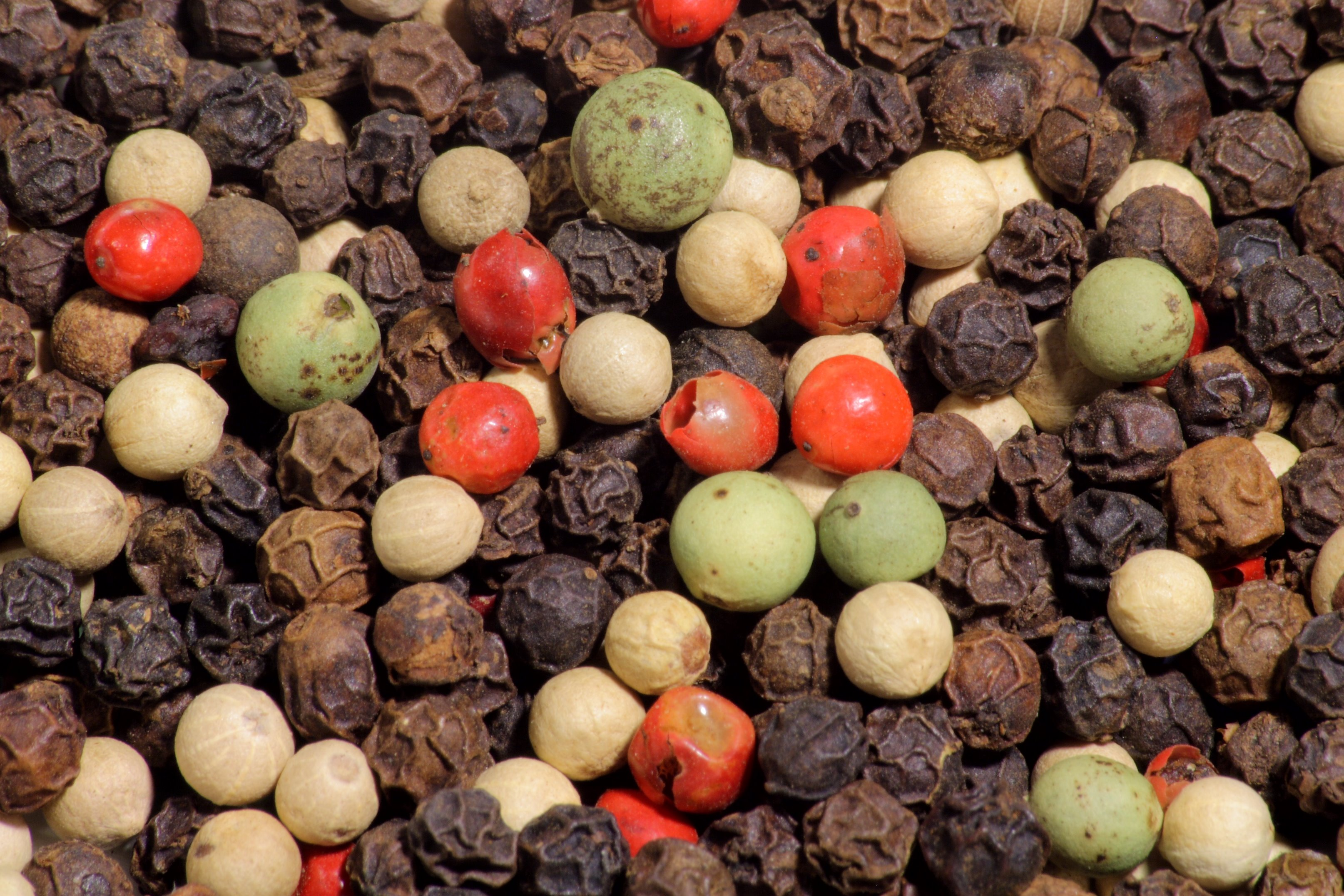
Poivre noir, blanc, vert et baies roses.

Un mélange associant les baies Piper nigrum arrivées aux trois degrés de maturité aux baies roses est aussi utilisé.

## Utilisation
Ce mélange est utilisé en cuisine française contemporaine[réf. souhaitée].
Le mélange présente également un intérêt esthétique, par association de couleurs[réf. souhaitée].